# Jakub Vondrovic
Jakub Vondrovic (23. září 1865 Nevolice – 10. srpna 1941 Poděbrady) byl český lékař a publicista. Jako lékař se podílel na vzniku poděbradských lázní. Činný byl také ve spolkovém a kulturním životě. Působil mimo jiné v městském výboru, v Divadelním spolku Jiří, v prozatímním výboru muzejního spolku a v místní pobočce TJ Sokol, kde byl po 29 let starostou.

## Život

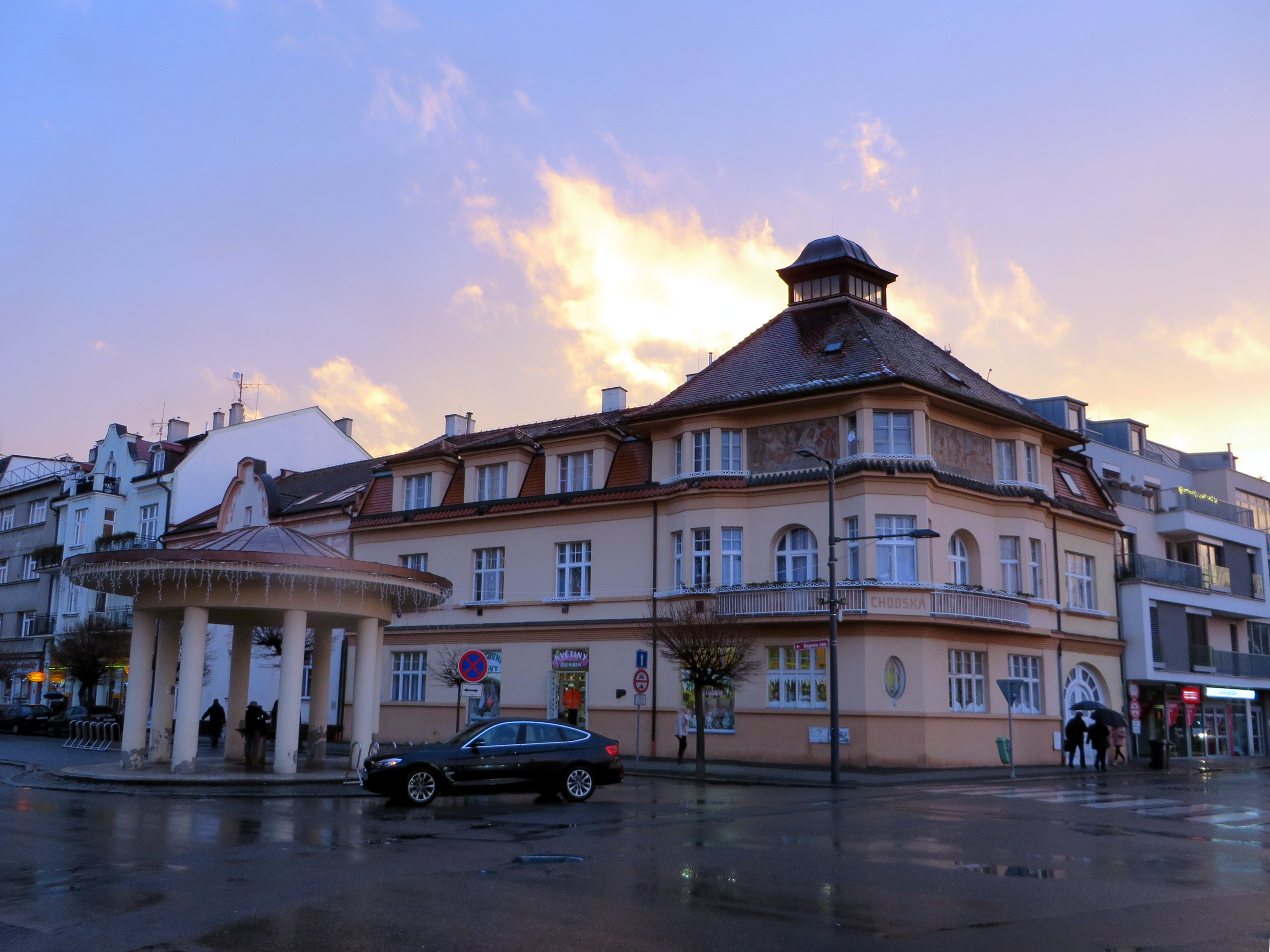
Bývalý Vondrovicův penzion Chodská.

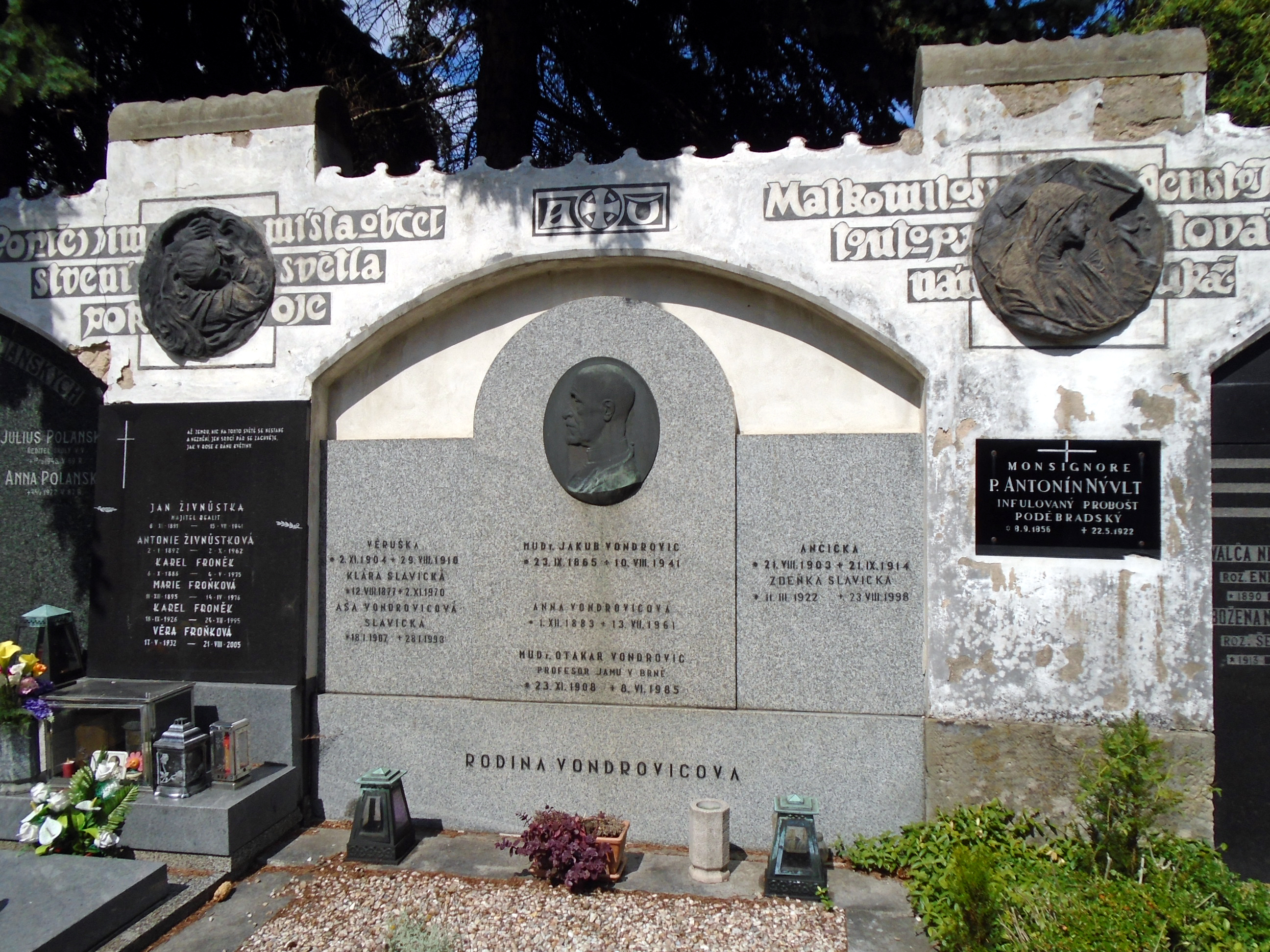
Místo posledního odpočinku Jakuba Vondrovice na poděbradském hřbitově

Narodil se roku 1865 jako čtvrté dítě do chudé rolnické rodiny. Po gymnáziu vystudoval lékařství na české části C. k. české Karlo-Ferdinandovy univerzity, kde promoval roku 1889. Jeho prvním působištěm byli Žiželice, kde doplnil MUDr. Bohumila Boučka jako druhý praktický lékař.
Roku 1902 se oženil s dcerou správce poděbradského panství Annou Horovou. Měli spolu čtyři děti Annu, Věru, Otakara a Ludmilu. Dospělosti se dožila pouze Ludmila a Otakar Vondrovic, pozdější lékař a klavírní virtuóz.
Když byl roku 1905 při hledání vody navrtán pramen minerálky Poděbradky, Jakub Vondrovic spolupracoval s Bohumilem Boučkem na prvním zkoumání jejích léčebných účinků a později na zakládání specializovaných léčebných ústavů. Zároveň na Riegrově náměstí vybudoval penzion Chodská, první penzion specializovaný na lázeňské hosty a později jej ještě výrazně rozšířil o novou budovu. Na provoz penzionu dohlížela jeho manželka Anna Vondrovicová.
Velmi aktivní byl v politickém a spolkovém životě. Od roku 1892 byl členem Tělocvičné jednoty Sokol a v letech 1904–1933 starostou její poděbradské pobočky. Působil v Divadelním spolku Jiří, v prozatímním výboru muzejního spolku, ale také v městském výboru. Svůj zájem o historii, přírodu a politiku využil jako autor řady regionálních publikací o Poděbradsku. Z jeho iniciativy byl založen týdeník Nezávislost. Spoluzaložil Klub poděbradských lékařů a místní Náboženskou obec Církve československé. Přispěl ke vzniku Ligy proti tuberkulóze, místního sdružení Červeného kříže a dalších organizací.
Jakub Vondrovic zemřel roku 1941. Pochován byl do rodinné hrobky na hřbitově v Poděbradech-Kluku. Hrob zdobí jeho reliéf v sokolské uniformě.